# Kyle Chalmers
Kyle Chalmers (n. 25 iunie 1998, Port Lincoln⁠(d), Australia de Sud, Australia) este un înotător australian, medaliat olimpic. A participat la 2 ediții ale Jocurilor Olimpice (2016, 2020) în care a câștigat o medalie de bronz.